# 圣洛朗当德奈
圣洛朗当德奈（法語：Saint-Laurent-d'Andenay，法語發音：[sɛ̃ loʁɑ̃ dɑ̃dnɛ]）是法国索恩-卢瓦尔省的一个市镇，属于欧坦区。

## 地理
圣洛朗当德奈（46°44'16"N, 4°30'51"E）面积11.49 平方千米，位于法国勃艮第-弗朗什-孔泰大區索恩-卢瓦尔省，该省份为法国中部省份，北起顺时针与科多尔省、汝拉省、安省、罗讷省、卢瓦尔省、阿列省和涅夫勒省接壤。
与圣洛朗当德奈接壤的市镇（或旧市镇、城区）包括：埃屈斯、蒙沙南、圣厄塞布、圣米科。
圣洛朗当德奈的时区为UTC+01:00、UTC+02:00（夏令时）。

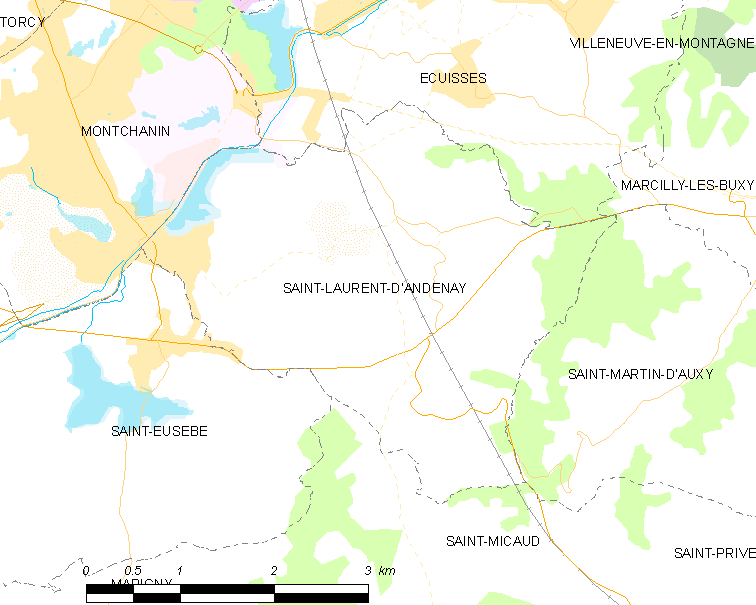
圣洛朗当德奈的OSM定位图

## 行政
圣洛朗当德奈的邮政编码为71210，INSEE市镇编码为71436。

## 政治
圣洛朗当德奈所属的省级选区为布朗济县。

## 人口

1962-2008年间圣洛朗当德奈人口变化图示

圣洛朗当德奈于2022年1月1日时的人口数量为966人。